# Роберт Негоица
Роберт Сорин Негоица (на румънски: Robert Sorin Negoiță) е румънски политик и бизнесмен. Намира се сред първите места в списъка на най-богатите 300 милионери в Румъния, изготвен от списанието Капитал. В този момент е и кмет на Сектор 3 в столицата Букурещ.

## Личен живот и кариера
Роберт Сорин Негоица е роден на 29 март 1972 г. в село Мънечу (на румънски: Măneciu), област Прахова, Румъния.

### Семейство и образование
Негоица завършва средно образование на 31-годишна възраст. Роберт Негоица завършва след това Правният Факултет към Университета Биотера през 2007 г., както и Факултета по Икономика на Вътрешния и Международен Туризъм към Румънско – Американския Университет.
Родителите му, Илие и Лидия Негоица сключват брак през 1968 г.; има две по-големи сестри и един по-малък брат. Объркването от сходството на имената, кара много хора да смятат, че Роберт Негоица е роднина на Ливиу Негоица, нещо което не отговаря на истината. Роберт Негоица се жени за първи път през 1996 г., за Магдалена Негоица. От този брак, двамата имат син, 1998 г. и дъщеря, 2000 г. а разводът им идва през 2008 г. След разводът си с Магдалена, през 2009 г. Роберт Негоица се запознава със Сорина Докуз, за която се жени през лятото на 2013 г. На двамата им се ражда син през ноември същата година.

### Предприемаческа дейност
Първите стъпки в бизнеса прави през 1997 г., когато след завръщане от чужбина управлява фирмата Еуролайн. Влиза в областта на бизнеса през 1998 г. и създава, заедно със своя брат, фирмата Про Конфорт, специализирана в продукти за подови настилки. Бързият възход на фирмата Про Конфорт кара двамата млади бизнесмени да разнообразят дейността и, като Про Конфорт започва да произвежда и стъклопакети от ПВЦ дограма, врати, мебели, което в крайна сметка довежда до създаването на Конфорт Груп. Дейността излиза извън границите на строителните материали и се насочва към хотелския бизнес.
Партньорството между „Про Конфорт“ и „Про Хотелс“ води до откриването през 2003 г. на първия хотел „Конфорт“ в град Отопени, последван през 2004 г. втори хотел „Конфорт“, този път в центъра на Букурещ. През 2007 г. Йонуц и Роберт Негоица откриват Гранд Хотел Рин, най-мащабния хотелски проект в Европа, ситуиран в квартал „Витан“ на Букурещ, комплексът разполага с капацитет от 1460 стаи, 42 конферентни зали, ресторанти, СПА център, спортна зала и др. Половината от капацитета на Гранд Хотел Рин е преоборудвана през 2011 г. с цел да се превърне в жилищна зона с апартаменти.
Конфорт Груп бива консолидиран от Домус Стил – строителен предприемач за строеж на микро-квартали от еднофамилни къщи (Конфорт Резидънс, Конфорт Парк и Конфорт Сити). Конфорт Груп построява и първият аква-парк на територията на столицата – намиращ се на 6 километра извън Букурещ, Уотър Парк Отопени отваря врати през лятото на 2004 г. и е най-големият тематичен воден парк в Румъния.

## Политическа кариера
NПрез 2004 г., Роберт Негоица се включва в политическия живот на Румъния, избирайки да се запише в Социалдемократическата Партия (на румънски – PSD). От този момент, същият става заместник-председател на младежката организация на партията (на румънски – TSD), налагайки се като важна фигура в рамките на организацията на младите социалдемократи (МСД).
През втората половина на 2007 г., Роберт Негоица лансира в рамките на МСД, Лига на Младите Предприемачи Социалдемократи (ЛМПСД), организация на която официално е избран за председател. ЛМПСД е нова организация, която си поставя за цел да отговори на потребностите на активната общественост, на тези които се редовни данъкоплатци, но и в същото време да осигури взаимоотношения, които се основават на солидарност между бизнес средите и обществеността. От самото си създаване, ЛМПСД участва в различни обществени дебати, лансирайки решения, които произхождат от неполитическия опит на своите членове. Една от най-важните инициативи в тази връзка, представлява предложението относно диференцираното данъчно облагане на терените, с цел намаляване спекулата в тази област и необоснованият ръст на цените на пазара на недвижими имоти.
Избран е за заместник-председател на СДП в рамките на Извънредния Конгрес от 2010 г.  На 7 юли 2010 г., Роберт Негоица е избран за председател на СДП – Илфов, а от 2011 г. заема временно и председателското място на организацията СДП – Сектор 3. Отказва се от всички заемани функции в рамките на Рин Груп, както и от всяко друго участие в останалите фирмени дейности и се кандидатира през 2008 г. за Народен представител в Камарата на Депутатите (долната камара на Румънския Парламент – б.пр.) към мажоритарен избирателен район номер 1 в област Телеорман. За местните избори от 2012 г., Роберт Негоица е определен за кандидат на Социално-либералното Обединение, за кмет на 3-ти сектор в Букурещ, пост на който е избран при изборите от 10 юни 2012 г.

## Културен и социален живот
Роберт Негоица е страстен почитател на театралното изкуство, като Фондацията Роберт Негоица организира заедно с известни театри от Букурещ в Гранд Хотел Рин многобройни спектакли и прояви: „Страсти в Рин Гранд Хотел“ (свободна адаптация по случая Хауърд Джонсън), „Аз съм един слепец“, „Срещи“.